# Villaz-Saint-Pierre
Villaz-Saint-Pierre (antiguamente en alemán Villaz-Sankt Peter) es una comuna suiza del cantón de Friburgo, situada en el distrito de Glâne. Limita al norte con las comunas de Châtonnaye y La Folliaz, al este con Villorsonnens, al sur con Massonnens, Mézières y Romont, al oeste con La Folliaz, y al noroeste con Villarzel (VD).

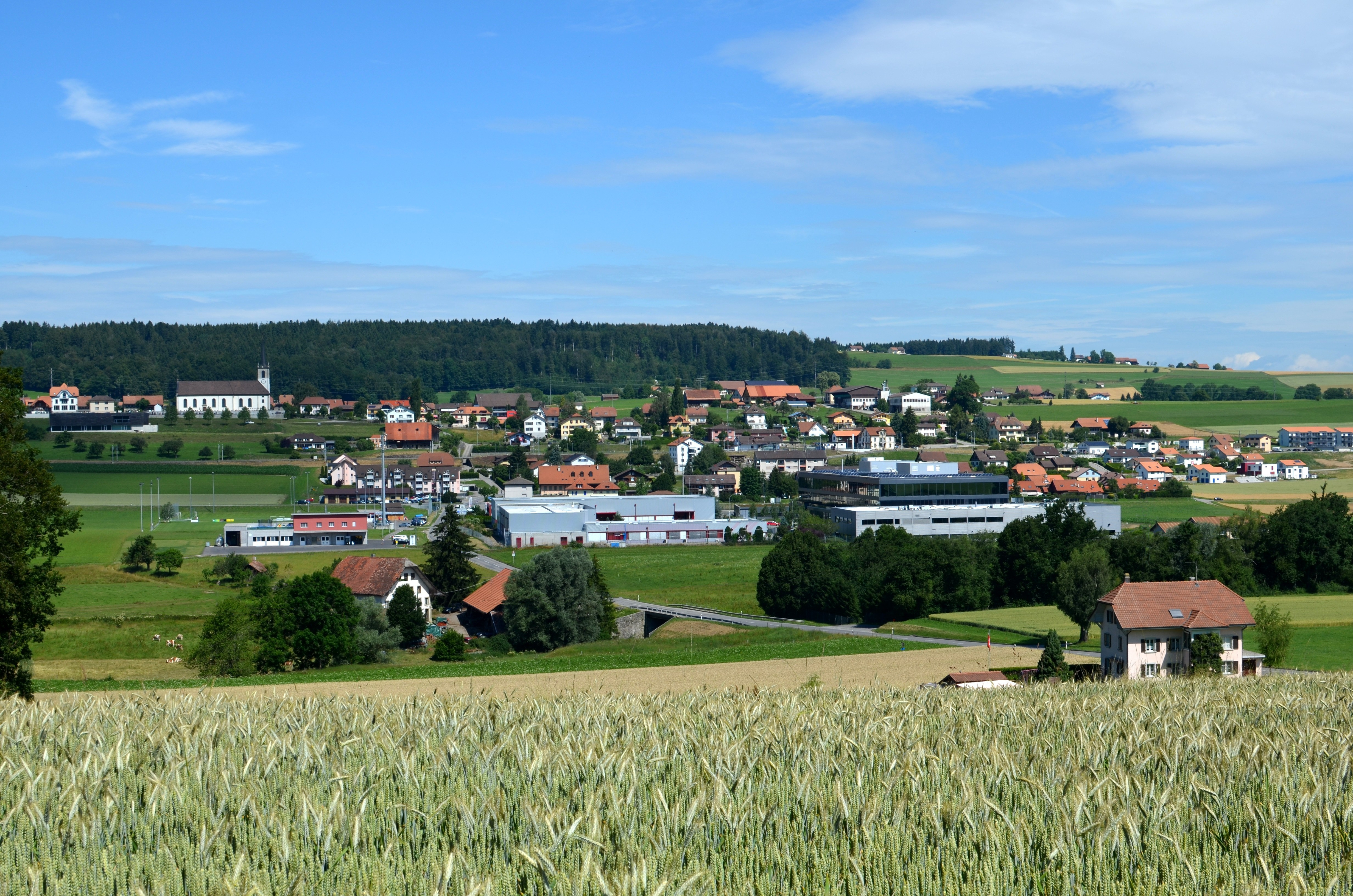
Vista de Villaz-Saint-Pierre.

## Transportes
Ferrocarril
Cuenta con una estación ferroviaria en la que efectúan parada trenes regionales.